# David Garrison
David Garrison (ur. 30 czerwca 1952 w Long Branch, New Jersey) – amerykański aktor, występował w roli Steve’a Rhoadesa w serialu telewizyjnym Świat według Bundych. Odszedł z serialu w 1990 roku, ponieważ chciał uniknąć tego, co przydarzyło się innym jego aktorom – ludzie mylili aktora z postacią, którą odgrywał. Występował również w serialu It's Your Move oraz kilku mniej znanych produkcjach telewizyjnych.